# Sphiggurus pruinosus
Coendou pruinosus es una especie de roedor de la familia Erethizontidae. Anteriormente, esta especie se asignaba a Sphiggurus, un género que ya no se reconoce después que los estudios genéticos mostraron que anidaba dentro de Coendou.

## Distribución geográfica
Es  endémica de Colombia y el norte y el este de Venezuela.

## Hábitat
Su hábitat natural son: las tierras bajas selva tropical y  bosques en alturas desde 90 hasta 2.200 m.